# کونلین ۱۴۵۸۲
سیارک ۱۴۵۸۲ (به انگلیسی: 14582 Conlin، نامگذاری:1998RK49) چهارده هزار و پانصد و هشتاد و دومین سیارک کشف شده‌است که در ۱۴ سپتامبر ۱۹۹۸ کشف شد.
قدر مطلق سیارک برابر ۱۹.۵ است.